# Skeggstaðafjall
Skeggstaðafjall är ett berg i republiken Island. Det ligger i regionen Norðurland vestra, 180 km nordost om huvudstaden Reykjavík. Toppen på Skeggstaðafjall är 467 meter över havet.
Trakten runt Skeggstaðafjall är nära nog obefolkad, med mindre än två invånare per kvadratkilometer. Närmaste större samhälle är Varmahlíð, omkring 17 kilometer öster om Skeggstaðafjall. Trakten runt Skeggstaðafjall består i huvudsak av gräsmarker.